# فابیانکی (استان کویافسکو-پومورسکی)
فابیانکی (به لهستانی:  Fabianki) یک روستا در لهستان است که در گمینا فابیانکی واقع شده‌است.
 فابیانکی  ۶۶۰ نفر جمعیت دارد.